# Demonax luteoposticalis
Demonax luteoposticalis là một loài bọ cánh cứng trong họ Cerambycidae.